# 勇者ノト
勇者ノト（ゆうしゃのと、Yusha Noto）は、石川県能登地方を拠点に活動する日本の女性ご当地VTuber、動画配信者。
能登地方の魅力発信や地域活性化を目的とした活動を行っている「魔王のいる世界から石川県能登地方に転生して20年以上経った勇者」という設定で活動。「能登愛120%」を掲げ、能登弁を交えながら地元の観光情報や文化、グルメなどを紹介する配信や動画をYouTubeやX（旧Twitter）で発信している。。完全個人VTuberとして活動している。

## 概要
「魔王のいる世界から石川県能登地方に転生して20年以上経った勇者」という設定で活動。「能登愛120%」を掲げ、能登弁を交えながら地元の観光情報や文化、グルメなどを紹介する配信や動画をYouTubeやX（旧Twitter）で発信している。
2024年1月1日に発生した能登半島地震の後、「能登の魅力を知ってほしい、遊びにきてほしい」という思いから活動を本格化させ、同年2月21日に正式デビューした。
地元のタクシー会社やラーメン店とのコラボレーション企画、ラジオ番組への出演、地域イベントへの参加などを通じて、能登地方の復興支援や地域活性化にも貢献している。

## 来歴
- 2023年
  - 12月24日：X（旧Twitter）アカウントを開設し、活動準備を開始[5]。
- 2024年
  - 1月9日：能登半島地震発生を受け、「少しでも明るい声を届けたい」との思いから、モデル未完成の状態でYouTubeにてプレ配信を実施[4]。
  - 2月21日：YouTubeにて正式デビュー配信を実施[5]。Live2Dモデルを公開し、VTuberとしての活動を本格化させる[5]。
  - 6月1日：YouTubeチャンネル登録者数が500人を突破[5]。
  - 6月23日：石川県宝達志水町のラーメン店「じゅげむ」にて、初のコラボメニュー「勇者ノトラーメン」を期間限定で販売開始[5]。
  - 7月3日：初のオリジナルグッズをBOOTHにて販売開始。約2時間で完売[5]。
  - 7月18日：コミュニティFM「ラジオななお」の番組『七尾もしもし探検隊』に初のゲスト出演[5]。
  - 8月21日：デビュー半年記念配信を実施[5]。
  - 8月27日：YouTubeチャンネル登録者数が1,000人を突破[5]。
  - 9月29日：YouTubeメンバーシップを開設[5]。
  - 10月24日：「ラジオななお」の番組『七尾もしもし探検隊』に2度目のゲスト出演[7]。
  - 11月16日：能登復興応援チャリティー企画「のとは優しや君までも！」に参加表明[7]。
  - 12月1日：七尾市のタクシー会社「マリン交通（丸一観光グループ）」とのコラボレーション企画『石川県能登地方Vtuber勇者ノト マリン交通のっとる！』を開始（翌年2月28日まで実施）[2][6]。
  - 12月27日：VTuber専門誌『VTuberスタイル』2025年1月号（アプリスタイル）に掲載される[7]。
- 2025年
  - 1月1日：書籍『ご当地VTuber図鑑』（三才ブックス）に石川県代表として掲載される[7]。
  - 1月15日：ラーメン店「じゅげむ」にて、コラボメニュー第2弾「勇者ノトラーメン 第二弾」を期間限定で販売開始[7]。
  - 2月3日：地域メディア『能登日和』にマリン交通とのコラボ企画が掲載される[7]。
  - 2月17日：北陸中日新聞（石川版）朝刊にて活動が特集記事として掲載される[4]（東京新聞にも後日掲載[3]）。
  - 2月21日：デビュー1周年を迎える。記念配信を実施し、記念グッズを発売[8][9]。YouTubeチャンネル登録者数が2,000人を突破[5]。
  - 3月3日：東京都板橋区の「ハッピーロード大山商店街」で開催されたイベント「VTuber感謝祭2025」に参加し、商店街にフラッグが掲出される（同月31日まで）[7]。
  - 3月28日：七尾一本杉通り応援企画として「勇者ノト×でか山コラボTシャツ」の販売を発表。売上の一部または全額を寄付するチャリティー企画[10]。
  - 3月31日：メタバースアバターアプリ「Molz」とのコラボレーションを発表。限定ステッカーくじ付きグッズを販売[7]。

## 人物・配信スタイル
石川県七尾市出身。運営者は七尾市出身で現在は東京都在住の女性であるが、「勇者ノトの存在を強調したい」として本名や職業などは非公開としている。地元の祭である青柏祭の「でか山」や、道の駅能登食祭市場が好きだと公言している。
「魔王のいる世界から石川県能登地方に転生して20年以上…」を決め台詞とし、配信では明るく元気なキャラクターで視聴者との交流を重視するスタイル。能登弁を多用し、親しみやすい雰囲気で地元の文化や魅力を伝える。配信開始時のコールアンドレスポンス（「せーの」の呼びかけに視聴者が「ノトー！」と返す）や、配信終了時の挨拶「とぅびこん★」など、独自のコミュニケーションも特徴。
毎月最初の月曜日には、ロト6をもじった「#NOTO6」と題し、視聴者と共にくじを購入して楽しむ企画を定期的に実施している。
活動には各種ハッシュタグが用いられている。
- 総合：#勇者ノト
- 配信タグ：#勇者生配信を聴けー
- ファンアート：#勇者の肖像画
- ファンマーク：⚔️🌊
- ファンネーム：ノト組合
- おでかけ関連：#ノトクエスト、#勇者MAP

## 活動

### 地域連携・貢献活動
勇者ノトは、能登地方の観光PRや地域活性化を目的とした活動を積極的に行っている。

#### マリン交通とのコラボレーション
2024年12月1日から2025年2月28日にかけて、七尾市のタクシー会社「マリン交通（丸一観光グループ）」と連携し、『石川県能登地方Vtuber勇者ノト マリン交通のっとる！』と題した観光PR企画を実施した。企画名は「乗っ取る（ジャックする）」と能登弁の「乗っとる（乗っている）」をかけたもの。
期間中、対象のタクシー車両には勇者ノトのオリジナルPOPが掲示され、利用者は限定カードのプレゼントや、車内QRコードから視聴できる限定動画（能登弁での観光案内）、石川県出身VTuberの加能むすびがデザインした「勇者MAP」（おすすめスポット紹介マップ）の配布などの特典を受けることができた。この企画は、冬の能登の魅力（カニや寒ブリなどの食、和倉温泉など）を、特に公共交通機関での移動や雪道運転に不安がある観光客にもタクシーを利用して快適に楽しんでもらうこと、また地元住民にも能登の魅力を再発見してもらうことを目的としていた。

#### ラーメン店とのコラボレーション
2024年6月と2025年1月の二度にわたり、石川県宝達志水町のラーメン店「じゅげむ」にて、期間限定のコラボラーメン「勇者ノトラーメン」が販売された。第1弾は醤油ベース、第2弾は地元能登町の酒蔵「池月」の酒粕を使用した味噌ラーメンで、いずれも好評を博した。

#### 能登復興支援活動
能登半島地震やその他の災害からの復興を支援するため、チャリティー企画への参加や関連情報の発信を行っている。
2024年11月には、同じく石川県出身のVTuber秋里夢女子が主催した「能登復興応援Vtuberチャリティ～のとは優しや君までも！～」に参加。チャリティーグッズの売上（総額約134万円）は全額石川県に寄付された。
2025年3月には、七尾市の一本杉通り商店街を応援するため、「勇者ノト×でか山コラボTシャツ」を発表。七尾市のセレクトショップ「dips」での店舗売上は同店へ、オンラインでの売上は能登の復興支援団体「NRN 能登復興ネットワーク いやさか」へ全額寄付される。

### メディア出演・掲載
- 新聞
  - 北陸中日新聞（石川版） - 2025年2月17日朝刊 特集記事掲載[4]
  - 東京新聞 - 2025年2月22日 特集記事掲載[3]
- ラジオ
  - ラジオななお『七尾もしもし探検隊』 - 2024年7月18日、10月24日 ゲスト出演[5][7]
- 雑誌・書籍
  - 『VTuberスタイル』2025年1月号（アプリスタイル） - 「ご当地×VTuber」特集にて紹介[7]
  - 『ご当地VTuber図鑑』（三才ブックス、2025年1月1日発売） - 石川県代表として掲載[7]
- Webメディア
  - 金沢日和 - マリン交通コラボ紹介記事掲載[6]
  - 能登日和 - マリン交通コラボ紹介記事掲載[7]
  - PANORA - 能登復興応援VTuberチャリティー紹介記事にて言及[12]

### グッズ展開
BOOTHにて、アクリルスタンド、キーホルダー、缶バッジ、ボイス作品などのオリジナルグッズを販売している。デビュー1周年（2025年2月）には記念グッズセットが数量限定で販売された。前述のコラボTシャツやメタバースアプリ「Molz」とのコラボステッカーなど、企画と連動したグッズも展開している。

## 評価・影響
勇者ノトの活動は、能登地方のPRや地域活性化に貢献しているとして、地元メディアや地域住民から注目されている。特に、能登半島地震以降の復興支援に向けた情報発信やチャリティー活動は、VTuberという新しい形での地域貢献として評価されている。
ファンからは、勇者ノトの配信やSNS投稿を通じて能登地方への関心が高まり、実際に現地を訪れるきっかけになったという声も上がっている。勇者ノト自身が作成・公開している「勇者MAP」（能登のおすすめスポットを紹介する地図）は、ファンの間で聖地巡礼のガイドとしても活用されている。